# Padovai Szent Dániel
Padovai Szent Dániel (? – 168) szentként tisztelt ókeresztény vértanú.
Dániel zsidó származású ember volt, aki az itáliai Padova városában felvette a kereszténységet, és diakónus is lett. Hitéért a keresztényüldözések idején vértanúhalált halt, a hagyomány szerint vas szögekkel kivert deszkán kínozták halálra. 769-ben egy látomás útmutatása nyomán Szent Jusztina templomában felfedezték ereklyéit a kínzóeszközökkel együtt. A katolikus egyház szentként tiszteli, ünnepét január 3-án üli meg.